# Thylacoleonidae
Thylacoléonidés · Lions marsupiaux
Famille
Espèces de rang inférieur
- † Microleo
- † Priscileo
- † Wakaleo
- † Thylacoleo

Les lions marsupiaux, aussi connu sous le nom de thylacoléonidés (Thylacoleonidae) forment une famille fossile de mammifères marsupial de régime alimentaire carnivore, ayant vécu dans ce qui est aujourd'hui l'Australie. 

## Présentation
Le représentant le plus connu est le genre Thylacoleo, également appelé le lion marsupial,. 
Les Thylacoleonidae ont vécu de l’Oligocène supérieur jusqu'au Pléistocène. Certaines espèces avait la taille d’un « possum » et d’autres de la taille d’un léopard. La découverte d'une nouvelle espèce de petite taille indique une diversité écologique plus élevée que ce que l'on pensait auparavant.

## Description
C'est une famille de Diprotodontia alliée aux Vombatiformes, mammifères qui ont rayonné et se sont diversifiés de l’Oligocène au Miocène. Les genres de thylacoléonidés présentent une dentition spécialisée qui leur permet de tuer des proies plus grosses qu’elles.
Les espèces les plus récentes possédaient des lames de dents en forme de sécateur ce qui en faisait le puissant mammifère prédateur qui manquait dans l'environnement australien. Les troisièmes prémolaires présentent ce développement en forme de lame, devenant de plus en plus grosses chez Thylacoleo carnifex, du Pléistocène, incitant Richard Owen à la décrire comme « l'un des animaux les plus destructeurs ». Ils sont considérés comme occupant probablement un niveau trophique en tant que superprédateurs dans leurs écologies locales, des animaux plus petits et arboricoles ou des espèces terrestres comparables au gros chien ou aux félins (actuel ou fossiles).